# 清睿
清睿（1059年—1114年2月7日），辽朝僧人，本为贾姓，永清县宜礼乡人。父亲贾文正，母亲郑氏。
他自幼立志出家，十八岁，落发为僧，以茹荤院闢上人为师。大安元年（1085年），授具足戒。宣讲杂花经、白莲经，时年二十八岁。乾统年间，自永泰寺内殿忏主检校太尉正惠大师，礼为法师。训名善规。天庆三年（1113年）夏，得病，十二月三十圆寂，享年五十五岁，僧腊二十九年。